# Desna (Gouslitsa)
Pour les articles homonymes, voir Desna (homonymie).
La rivière Desna (en russe : Десна) est un cours d'eau de l'oblast de Moscou, en Russie, et un affluent gauche de la Gouslitsa, donc un sous-affluent de la Volga, par la Nerskaïa, la Moskova et l'Oka. 

## Géographie
Sa longueur totale est de 17 km. Elle gèle généralement à partir de novembre ou décembre jusqu'en avril. Les villages de Mossiaguino, Tchitchiovo, Barychovo, Kostenevo, Bezzoubovo, et Iouriatino sont traversés par la rivière.